# Комплексан број
Уређени пар реалних бројева, означен са {\displaystyle (a,b)}, при чему су {\displaystyle a} и {\displaystyle b} реални бројеви ({\displaystyle a,b\in \mathbb {R} }), назива се комплексан број. (Реалан број је „прост“, док је уређени пар „сложен“, или комплексан, јер га сачињавају два броја). Скуп свих оваквих парова, односно свих комплексних бројева, означавамо са {\displaystyle \mathbb {C} } и он је суштински Декартов производ {\displaystyle \mathbb {C} =\mathbb {R} \times \mathbb {R} }. Уређени пар {\displaystyle (a,b)}, као комплексан број, записује се још као {\displaystyle a+bi}. Притом се елемент {\displaystyle i} назива имагинарна јединица, и има својство да је {\displaystyle i^{2}=-1}.  Имагинарни број се у физици често обележава и латиничним словом {\displaystyle j}.
У скупу комплексних бројева могуће је вршити операције сабирања, множења и дељења и оне се дефинишу на следећи начин:
{\displaystyle (x_{1},y_{1})+(x_{2},y_{2})=(x_{1}+x_{2},y_{1}+y_{2})\,} (сабирамо први са првим, други са другим)
{\displaystyle (x_{1},y_{1})\cdot (x_{2},y_{2})=(x_{1}x_{2}-y_{1}y_{2},x_{1}y_{2}+x_{2}y_{1})\,} (до овог резултата је лако доћи ако их помножимо у облику {\displaystyle (x_{1}+y_{1}i)\cdot (x_{2}+y_{2}i)} и запамтимо да је {\displaystyle i^{2}=-1})
{\displaystyle {\frac {(x_{1},y_{1})}{(x_{2},y_{2})}}=({\frac {x_{1}x_{2}+y_{1}y_{2}}{x_{2}^{2}+y_{2}^{2}}},{\frac {x_{2}y_{1}-x_{1}y_{2}}{x_{2}^{2}+y_{2}^{2}}})} (применимо методу као код множења, с тим што израз у имениоцу помножимо са {\displaystyle x_{2}-y_{2}i})
У комплексном броју {\displaystyle z=a+bi} број {\displaystyle a} се назива реални део и пише се {\displaystyle a=Re(z)}, а број {\displaystyle b} је имагинарни део и пише се {\displaystyle b=Im(z)}.
Комплексан број чији је реални део једнак нули назива се чисто имагинарни број.
Скуп реалних бројева може се посматрати као подскуп скупа комплексних бројева (кад је други члан уређеног пара, односно коефицијент уз {\displaystyle i}, једнак нули). Иако се комплексним бројевима не изражавају количине, као што је то случај с реалним бројевима, њихово увођење се користи у решавању проблема састављених у терминима реалних бројева, на пример, проблема о пролазу струје кроз проводник, о профилу крила авиона (користећи функције Жуковског), итд.
Није мање важна ни примена комплексних бројева на чисто математичке проблеме. Тако на пример, за налажење корена кубне једначине потребне су операције с комплексним бројевима. Историјски, комплексни бројеви су уведени због решавања квадратних једначина. Свака квадратна једначина облика {\displaystyle ax^{2}+bx+c=0} има два решења у скупу комплексних бројева, док смо у скупу реалних бројева наилазили на проблем кад је у решењу облика {\displaystyle x=(-b\pm {\sqrt {b^{2}-4ac}})/2a} израз испод корена био негативан. Увођењем имагинарног броја са својством да је {\displaystyle i^{2}=-1}, корен поприма облик {\displaystyle {\sqrt {i^{2}|b^{2}-4ac|}}={\sqrt {i^{2}}}{\sqrt {|b^{2}-4ac|}}=i{\sqrt {b^{2}-4ac}}} и решење добијамо у скупу комплексних бројева. Чињеница да комплексни бројеви не изражавају величине дала је повод за идеалистичко тумачење комплексних бројева (Г. Лајбниц). велика заслуга у смислу материјалистичког тумачења комплексних бројева припада Л. Ојлеру. Комплексни број се аксиоматски дефинише као уређен пар реалних бројева {\displaystyle (a,b)}. Формуле сабирања, множења, дељења се постулирају овако:
{\displaystyle (a,b)+(x,y)=(a+x,b+y)\,},
{\displaystyle (a,b)\cdot (x,y)=(ax-by,ay+bx)},
{\displaystyle {\frac {(a,b)}{(x,y)}}=({\frac {ax+by}{x^{2}+y^{2}}},{\frac {bx-ay}{x^{2}+y^{2}}})}.
Пар {\displaystyle (0;1)} се назива имагинарна јединица и означава симболом {\displaystyle i}. Из последњих формула произилази да је {\displaystyle i^{2}=-1}. Операције са комплексним бројевима задовољавају обичне законе комутативности, дистрибутивности и асоцијативности (као и у случају реалних бројева). Међутим, операције с комплексним бројевима под радикалима (коренима) донекле се разликују од аналогних операција с реалним бројевима. Тако је
{\displaystyle -1=i^{2}={\sqrt {-1}}\cdot {\sqrt {-1}}\not ={\sqrt {(-1)(-1)}}=1}.

## Дефиниција
Дефиницију комплексних бројева као уређених парова дао је Вилијам Р. Хамилтон, ирски математичар (1805– 1865) Та се дефиниција темељи само на особини реалних бројева, чиме се избјегава донекле неразјашњени појам броја {\displaystyle {\sqrt {-1}}} .
С друге стране, запис облика {\displaystyle z=x+yi} погоднији је за рачунање.
Оба облика комплексног броја
{\displaystyle z=x+yi} i
{\displaystyle z=(x,y)} потпуно су еквивалентна.
Скуп комплексних бројева {\displaystyle \mathbb {C} } је скуп свих бројева облика {\displaystyle z=x+iy}, где су {\displaystyle x,y\in \mathbb {R} }.
Посебно је {\displaystyle 0=0+i0}.
{\displaystyle x=\mathrm {Re} (z)} је реални део комплексног броја {\displaystyle z},
{\displaystyle y=\mathrm {Im} z} је имагинарни део комплексног броја {\displaystyle z}.
Алгебарски облик комплексног броја је
{\displaystyle z=x+iy} za {\displaystyle x,y\in \mathbb {R} }
Тригонометријски облик комплексног броја је
{\displaystyle z=r(cos\theta +isin\theta ),r\geq 0,\theta \in \mathbb {R} }
pri čemu je
{\displaystyle r=\mid z\mid } модул
{\displaystyle \theta =ARgz} аргумент
Експоненцијални облик комплексног броја је
{\displaystyle z=r^{i\theta }} za {\displaystyle r\geq 0,\theta \in \mathbb {R} }
при чему је
{\displaystyle r=\mid z\mid } модул
{\displaystyle \theta =ARgz} аргумент
Два комплексна броја су једнака ако су им једнаки реални и имагинарни делови.
{\displaystyle z_{1}=z_{2}\,\,\leftrightarrow \,\,(\operatorname {Re} (z_{1})=\operatorname {Re} (z_{2})\,\land \,\operatorname {Im} (z_{1})=\operatorname {Im} (z_{2})).}
Коњуговано комплексни број броја {\displaystyle z=x+iy} је број {\displaystyle {\bar {z}}=x-iy}.
Модул или апсолутна вредност комплексног броја {\displaystyle z} је ненегативни реални број {\displaystyle r=\vert z\vert ={\sqrt {x^{2}+y^{2}}}}.

## Особине сабирања комплексних бројева
{\displaystyle (z_{1}+z_{2}=z_{2}+z_{1}} za {\displaystyle \forall z_{1},z_{2}\in \mathbb {C} } комутативност сабирања
{\displaystyle z_{1}+(z_{2}+z_{3})=(z_{1}+z_{2})+z_{3},} za {\displaystyle \forall z_{1},z_{2},z_{3}\in \mathbb {C} } асоцијативност сабирања
{\displaystyle \exists 0\in \mathbb {C} z+0=z} za {\displaystyle \forall z\in \mathbb {C} } неутрални елемент 0(nula) за сабирање
Комплексни број {\displaystyle 0=(0,0)=0+0i}
{\displaystyle (\forall z\in \mathbb {C} )(\exists (-z)\in \mathbb {C} z+(-z)=0} постојање инверзног елемента.
Комплексни број {\displaystyle -z=(-x,-y)=-x-yi}

## Особине множења комплексних бројева
{\displaystyle (z_{1}*z_{2}=z_{2}*z_{1}} za {\displaystyle \forall z_{1},z_{2}\in \mathbb {C} } комутативност множења
{\displaystyle z_{1}*(z_{2}+z_{3})=(z_{1}+z_{2})+z_{3}} za {\displaystyle \forall z_{1},z_{2},z_{3}\in \mathbb {C} } асоцијативност множења
{\displaystyle \exists 1\in \mathbb {C} z*1=z} za {\displaystyle \forall z\in \mathbb {C} } неутрални елемент {\displaystyle 1} за множење
{\displaystyle \forall z\in \mathbb {C} )(z\neq 0)(\exists z'\in \mathbb {C} z*(-z)=1} постојање реципрочног елемента
{\displaystyle z_{1}*(z_{2}+z_{3})=z_{1}*z_{2}+z_{1}*z_{3}} za {\displaystyle \forall z_{1},z_{2},z_{3}\in \mathbb {C} } дистрибутивност множења у односу на сабирање

### Реалан производ два комплексна броја
У скупу комплексних бројева скаларном производу вектора одговара појам реалног производа комплексних бројева који је скаларни производ вектора који су одређени комплексним бројевима који се множе.
Дефиниција
Реалан производ комплексних бројева {\displaystyle a} i {\displaystyle b}, у ознаци {\displaystyle a\circ b}, је реалан број одређен као
{\displaystyle a\circ b={\frac {1}{2}}({\overline {a}}b+a{\overline {b}})}
Нека су A и B тачке одређене комплексним бројевима {\displaystyle a=\mid a\mid (cos\varphi +isin\varphi )} i{\displaystyle b=\mid b\mid (cos\psi +isin\psi )} Лако је проверити да је
{\displaystyle a\circ b=\mid a\mid \mid b\mid (cos\varphi +isin\psi )=\mid OA\mid \mid AB\mid cos{\widehat {AOB}}}
Особине реалног производа два комплексна броја
1. {\displaystyle a\circ a=\mid a\mid ^{2}}
2. {\displaystyle a\circ b=b\circ a}
3. {\displaystyle {\overline {a\circ b}}=a\circ b}
4. {\displaystyle (\alpha a)\circ b=\alpha (a\circ b)=a\circ (\alpha b)}
5. {\displaystyle (az))bz)=\mid z\mid ^{2}(a\circ b)}
6. {\displaystyle a\circ b=0<=>OA\perp OB} (за тачке A и B комплексне равни одређене комплексним бројевима {\displaystyle a} и {\displaystyle b})

Реалан производ комплексних бројева {\displaystyle a} и {\displaystyle b} једнак је потенцији координатног почетка {\displaystyle O} комплексне равни у односу на круг чији је пречник {\displaystyle AB}, где су {\displaystyle A} и {\displaystyle B} тачке комплексне равни одређене комплексним бројевима {\displaystyle a} Q {\displaystyle b}.
Тачка {\displaystyle M} је средина дужи AB одређена комплексним бројем {\displaystyle {\frac {a+b}{2}}}, потенција тачке {\displaystyle O} у односу на круг са средиштем у тачки {\displaystyle M} и полупречником
{\displaystyle r={\frac {a-b}{2}}={\frac {\mid a-b\mid }{2}}} једнака је
{\displaystyle OM^{2}-r^{2}=\mid {\frac {a+b}{2}}\mid -\mid {\frac {a-b}{2}}\mid ={\frac {(a+b)({\overline {a}}+{\overline {b}}}{4}}-{\frac {(a-b)({\overline {a}}-{\overline {b}})}{4}}=a\circ b}
Нека су тачке {\displaystyle A},{\displaystyle B},{\displaystyle C},{\displaystyle D} тачке комплексне равни одређене комплексним бројевима {\displaystyle a}, {\displaystyle b}, {\displaystyle c}, {\displaystyle d}. Тада су следећа тврђења еквивалентна:
1. {\displaystyle AB\perp CD}
2. {\displaystyle (a+b)\circ (c+d)=0}
3. {\displaystyle {\frac {b-a}{d-c}}\in i\mathbb {R} \ {\begin{Bmatrix}0\end{Bmatrix}}}
4. {\displaystyle Re({\frac {b-a}{d-c}})=0}

Средиште кружнице описане око троугла {\displaystyle ABC} налази се у координатном почетку комплексне равни. Ако су темена {\displaystyle A}, {\displaystyle B}, {\displaystyle C} троугла {\displaystyle ABC} одређена комплексним бројевима {\displaystyle a}, {\displaystyle b}, {\displaystyle c} респективно, тада је ортоцентар {\displaystyle H} тог троугла одређен комплексним бројем {\displaystyle h=a+b+c}.

### Комплексан производ два комплексна броја
Комплексан производ два комплексна броја је аналоган векторском производу вектора.
Дефиниција
Комплексан број
{\displaystyle a\times b={\frac {{\overline {a}}b-a{\overline {b}}}{2}}}
називамо комплексним производом комплексних бројева {\displaystyle a} и {\displaystyle b}.
Нека су {\displaystyle A} и {\displaystyle B} тачке одређене комплексним бројевима
{\displaystyle a=\mid a\mid (cos\varphi +isin\varphi )} и
{\displaystyle a=\mid b\mid (cos\psi +isin\psi )}
Лако је провјерити да је
{\displaystyle \mid a\times b\mid =\mid a\mid \mid b\mid sin(\varphi -\psi )=\mid OA\mid \mid AB\mid sin{\widehat {AOB}}=2P_{AOB}}
Нека су {\displaystyle a}, {\displaystyle b}, {\displaystyle c} комплексни бројеви. Тада комплексан производ два комплексна броја има следеће особине
1. {\displaystyle {\overline {a\times b}}=-a\times b}
2. {\displaystyle a\times b=0<=>a=0\lor b=0\lor a=\lambda b} gdje je {\displaystyle \lambda \in \mathbb {R} \ {\begin{Bmatrix}0\end{Bmatrix}}}
3. {\displaystyle a\times b=-b\times a}
4. {\displaystyle \alpha (a\times b)=(\alpha a)\times b=a\times (\alpha b)} ( {\displaystyle \forall \alpha \in \mathbb {R} } )

Ако су {\displaystyle A(a)} и {\displaystyle B(b)} две различите тачке различите од {\displaystyle O(0)}, тада је
{\displaystyle a\times b=0} onda i samo onda ako su {\displaystyle O}, {\displaystyle A},{\displaystyle B} колинеарне тачке.
Нека су {\displaystyle A(a}) и {\displaystyle B(b}) две различите тачке у комплексној равни различите од координатног почетка. Комплексан производ бројева {\displaystyle a} и {\displaystyle b} има следећи геометријски смисао
{\displaystyle a\times b={\begin{cases}2iP_{AOB}\ za\ trougao\ AOB\ pozitivno\ orijentisan\\-2iP_{AOB}\ za\ trougao\ AOB\ negativno\ orijentisan\end{cases}}}
Нека су {\displaystyle A(a)}, {\displaystyle B(b)} и {\displaystyle C(c)} три различите тачке у комплексној равни.
Тада је
{\displaystyle P_{ABC}={\begin{cases}{\frac {1}{2}}(a\times b+b\times c+c\times a)\ ako\ je\ ABC\ pozitivno\ orijentisan\\{\frac {1}{2}}(a\times b+b\times c+c\times a)\ ako\ je\ ABC\ negativno\ orijentisan\end{cases}}}
Нека су {\displaystyle A(a)}, {\displaystyle B(b)} и {\displaystyle C(c)} три различите тачке у комплексној равни.
Тада су следећа тврђења еквивалентна
1. Тачке {\displaystyle A},{\displaystyle B},{\displaystyle C} су колинеарне
2. {\displaystyle (b-a)\times (c-a)=0}
3. {\displaystyle a\times b+b\times c+c\times a=0}

Нека су {\displaystyle A(a)}, {\displaystyle B(b)}, {\displaystyle C(c)} и {\displaystyle D(d)} четири тачке од којих ни једна група од три нису колинеарне. Тада је {\displaystyle AB\parallel CD} онда и само онда ако је {\displaystyle (b-a)\times (d-c)=0}

## Дељење комплексних бројева
{\displaystyle \displaystyle {\frac {z_{1}}{z_{2}}}\displaystyle ={\frac {x_{1}+iy_{1}}{x_{2}+iy_{2}}}\cdot {\frac {x_{2}-iy_{2}}{x_{2}-iy_{2}}}\displaystyle ={\frac {x_{1}x_{2}+y_{1}y_{2}}{x_{2}^{2}+y_{2}^{2}}}+i{\frac {y_{1}x_{2}-x_{1}y_{2}}{x_{2}^{2}+y_{2}^{2}}},\quad {\textrm {za}}\quad z_{2}\neq 0}
У сваком скупу бројева дељење се дефинише као множење инверзним елементом. Уверимо се да за
{\displaystyle \forall z\in \mathbb {C} )(z\neq 0)\exists z'\in \mathbb {C} }
Нека је
{\displaystyle z=x+yi\neq 0} bilo koji. Onda je {\displaystyle x^{2}+y^{2}\neq 0} па је добро дефинисан број
{\displaystyle z'={\frac {x}{x^{2}+y^{2}}}+{\frac {-y}{x^{2}+y^{2}}}i}
{\displaystyle {\frac {1}{z}}={\frac {\bar {z}}{z{\bar {z}}}}={\frac {\bar {z}}{x^{2}+y^{2}}}={\frac {x}{x^{2}+y^{2}}}-{\frac {y}{x^{2}+y^{2}}}i.}
имамо
{\displaystyle z'*z=z*z'=1}
{\displaystyle z'=z^{-1}={\frac {1}{z}}}

## Коњуговано комплексни бројеви
Комплексан број {\displaystyle {\overline {z}}\ =x-yi=r^{-i\theta }} називамо коњугованим бројем {\displaystyle z=x+yi=r^{i\theta }}.
Бројеви {\displaystyle z} i {\displaystyle {\overline {z}}} чине пар коњугованих бројева. Њиховим сабирањем и одузимањем добијамо
{\displaystyle Rez={\frac {1}{2}}(z+{\overline {z}})}
{\displaystyle Imz={\frac {1}{2i}}(z-{\overline {z}})}
Лако се проверава да вреди
1. {\displaystyle {\overline {z_{1}+z_{2}}}={\overline {z_{1}}}+{\overline {z_{2}}}}
2. {\displaystyle {\overline {z_{1}-z_{2}}}={\overline {z_{1}}}-{\overline {z_{2}}}}
3. {\displaystyle {\overline {z_{1}*z_{2}}}={\overline {z_{1}}}*{\overline {z_{2}}}}
4. {\displaystyle {\overline {({\frac {z_{1}}{z_{2}}})}}={\frac {\overline {z_{1}}}{\overline {z_{1}}}}}[6]

Neka je
{\displaystyle z=r(cos\theta +isin\theta )=r\ cis\theta } тригонометријски облик комплексног броја. Тада је
{\displaystyle z^{2}=z*z}
{\displaystyle z^{2}=r\ cis\theta *r\ cis\theta =r^{2}\ cis(\theta +\theta )=r^{2}\ cis2\theta }
{\displaystyle z^{3}=r^{2}\ cis2\theta *r\ cis\theta =r^{3}\ cis(2\theta +\theta )=r^{3}\ cis3\theta }
{\displaystyle z^{4}=r^{3}\ cis3\theta *r\ cis\theta =r^{4}\ cis(3\theta +\theta )=r^{4}\ cis4\theta }
На овај начин добијамо општи облик Де Моавровог теорема који има важну улогу у електротехници
{\displaystyle z^{n}=r^{n}\ cisn\theta } Q
{\displaystyle (cos\theta +isin\theta )^{n}=cosn\theta +isinn\theta (n\in Z)}

## Степеновање комплексног броја
{\displaystyle z^{n}=r^{n}(cosn\theta +isinn\theta )=r^{n}e^{in\theta }} za {\displaystyle n\in N}.
{\displaystyle z^{m}z^{n}=z^{m+n}}
{\displaystyle (z_{1}z_{2})^{n}=(z_{1}z_{2})^{n}}
{\displaystyle (z^{m})^{n}=z^{mn}}

## Кореновање комплексног броја
{\displaystyle {\sqrt[{n}]{z}}={\begin{Bmatrix}u_{0},u_{1}...u_{n}\end{Bmatrix}}} за {\displaystyle n\in N}
где је
{\displaystyle u_{k}={\sqrt[{n}]{r}}(cos{\frac {\sqrt[{n}]{r}}{n}}+isin{\frac {\theta +2k\pi }{n}})} za {\displaystyle k=0,1...(n-1)}
{\displaystyle u_{k}={\sqrt[{n}]{r}}e^{i(\theta +2k\pi )/2}} za {\displaystyle k=0,1...(n-1)}

## Квадратни корен имагинарног броја
{\displaystyle {\sqrt {i}}={\frac {1}{2}}{\sqrt {2}}+i{\frac {1}{2}}{\sqrt {2}}={\frac {\sqrt {2}}{2}}(1+i).}
Овај резултат можемо добити на следећи начин
{\displaystyle i=(a+bi)^{2}\!}
{\displaystyle i=a^{2}+2abi-b^{2}.\!}
Добијамо две једначине
{\displaystyle {\begin{cases}2ab=1\!\\a^{2}-b^{2}=0\!\end{cases}}}
чија су решења
{\displaystyle a=b=\pm {\frac {1}{\sqrt {2}}}.}
Избор главног корена даје
{\displaystyle a=b={\frac {1}{\sqrt {2}}}.}
Резултат можемо добити помоћу Моаврове формуле
{\displaystyle i=\cos \left({\frac {\pi }{2}}\right)+i\sin \left({\frac {\pi }{2}}\right)}
{\displaystyle {\begin{aligned}{\sqrt {i}}&=\left(\cos \left({\frac {\pi }{2}}\right)+i\sin \left({\frac {\pi }{2}}\right)\right)^{\frac {1}{2}}\\&=\cos \left({\frac {\pi }{4}}\right)+i\sin \left({\frac {\pi }{4}}\right)\\&={\frac {1}{\sqrt {2}}}+i\left({\frac {1}{\sqrt {2}}}\right)={\frac {1}{\sqrt {2}}}(1+i).\\\end{aligned}}}

## Апсолутна вредност аргумента
Апсолутна вредност (или модул или величине) комплексног броја {\displaystyle z=x+yi} je
{\displaystyle \textstyle r=|z|={\sqrt {x^{2}+y^{2}}}.\,}
Квадрат апсолутне вредности је
{\displaystyle \textstyle |z|^{2}=z{\bar {z}}=x^{2}+y^{2}.\,}
{\displaystyle \varphi =\arg(z)={\begin{cases}\arctan({\frac {y}{x}})&{\mbox{if }}x>0\\\arctan({\frac {y}{x}})+\pi &{\mbox{if }}x<0{\mbox{ and }}y\geq 0\\\arctan({\frac {y}{x}})-\pi &{\mbox{if }}x<0{\mbox{ and }}y<0\\{\frac {\pi }{2}}&{\mbox{if }}x=0{\mbox{ and }}y>0\\-{\frac {\pi }{2}}&{\mbox{if }}x=0{\mbox{ and }}y<0\\{\mbox{indeterminate }}&{\mbox{if }}x=0{\mbox{ and }}y=0.\end{cases}}}

## Множење и дељење у поларном облику
Из тригонометријских идентитета
{\displaystyle \cos(a)\cos(b)-\sin(a)\sin(b)=\cos(a+b)}
{\displaystyle \cos(a)\sin(b)+\sin(a)\cos(b)=\sin(a+b)}
имамо
{\displaystyle z_{1}z_{2}=r_{1}r_{2}(\cos(\varphi _{1}+\varphi _{2})+i\sin(\varphi _{1}+\varphi _{2})).\,}
Пример
{\displaystyle (2+i)(3+i)=5+5i.\,}
{\displaystyle {\frac {\pi }{4}}=\arctan {\frac {1}{2}}+\arctan {\frac {1}{3}}}
Дељење
{\displaystyle {\frac {z_{1}}{z_{2}}}={\frac {r_{1}}{r_{2}}}\left(\cos(\varphi _{1}-\varphi _{2})+i\sin(\varphi _{1}-\varphi _{2})\right).}

## Тригонометријски облик
Понекад је комплексне бројеве погодно писати у тригонометријском облику:
{\displaystyle a+bi=\rho (\cos \phi +i\sin \phi )\,},
{\displaystyle \rho ={\sqrt {a^{2}+b^{2}}},\ \phi =\arctan {\frac {b}{a}}}, за {\displaystyle a>0\,} и {\displaystyle \phi =\pi +\arctan {\frac {b}{a}}} за {\displaystyle a<0\,}; када је {\displaystyle a=0} онда је {\displaystyle \phi ={\frac {\pi }{2}}}, ако је {\displaystyle b>0} и {\displaystyle \phi =-{\frac {\pi }{2}}}, ako je {\displaystyle b<0}. Број {\displaystyle \rho \,} се назива модуо комплексног броја, а {\displaystyle \phi \,} је аргумент комплексног броја.
Множити комплексне бројеве је веома погодно баш у овом облику.
У множењу комплексних бројева множе се њихови модули, а аргументи се сабирају. 
{\displaystyle r_{1}(\cos \phi _{1}+i\sin \phi _{1})\cdot r_{2}(\cos \phi _{2}+i\sin \phi _{2})=r_{1}r_{2}(\cos(\phi _{1}+\phi _{2})+i\sin(\phi _{1}+\phi _{2}))\,}.
слично је и за дељење.
{\displaystyle {\frac {r_{1}(\cos \phi _{1}+i\sin \phi _{1})}{r_{2}(\cos \phi _{2}+i\sin \phi _{2})}}={\frac {r_{1}}{r_{2}}}(\cos(\phi _{1}-\phi _{2})+i\sin(\phi _{1}-\phi _{2}))\,}.
Из овог правила произлази Моаврова формула:
{\displaystyle (\cos \phi +i\sin \phi )^{n}=\cos n\phi +i\sin n\phi \,} .
Комплексни бројеви се често представљају векторима у комплексној равни (слика доле). Геометријски смисао бројева {\displaystyle a,b,\rho ,\phi } види се на цртежу. У сабирању комплексних бројева њихови вектори се сабирају по правилу паралелограма.
Дужина вектора {\displaystyle \rho } је модуо, или модул комплексног броја, а као што се види на горњој слици, може се добити помоћу Питагорине теореме. Модул, интензитет комплексног броја често означавамо као апсолутну вредност, тј. удаљеност броја од исходишта координатног система: {\displaystyle |z|=\rho ={\sqrt {a^{2}+b^{2}}}}.
Комплексни бројеви у тригонометријском облику су уско повезани с експоненцијалном функцијом имагинарног аргумента. Важи следећа Ојлерова формула:
{\displaystyle e^{i\phi }=\cos \phi +i\sin \phi \,};
помоћу ње се дефинише степеновање комплексних бројева, логаритам комплексног броја и др.
Комплексни бројеви образују алгебарско затворено поље. Поље комплексних бројева је проширење поља реалних бројева придруживањем овом пољу елемента {\displaystyle i}, таквог да је {\displaystyle i^{2}=-1}.
Множење
Множење комплексних бројева у тригонометријском облику је слично множењу комплексних бројева у стандардном облику.
Нека су задани комплексни бројеви
{\displaystyle z_{1}=r_{1}(cos\varphi _{1}+isin\varphi _{1})} i {\displaystyle z_{2}=r_{2}(cos\varphi _{2}+isin\varphi _{2})}
онда је
{\displaystyle z_{1}z_{2}=r_{1}(cos\varphi _{1}+isin\varphi _{1})r_{2}(cos\varphi _{2}+isin\varphi _{2})=}
{\displaystyle r_{1}r_{2}(cos\varphi _{1}cos\varphi _{2}+icos\varphi _{1}sin\varphi _{2}+icos\varphi _{2}sin\varphi _{1}+i^{2}sin\varphi _{1}sin\varphi _{2})=}
{\displaystyle r_{1}r_{2}((cos\varphi _{1}cos\varphi _{2}-sin\varphi _{1}sin\varphi _{2})+i(cos\varphi _{1}sin\varphi _{2}cos\varphi _{2}sin\varphi _{1}))=}
{\displaystyle r_{1}r_{2}(cos(\varphi _{1}+\varphi _{2})+isin(\varphi _{1}+\varphi _{2}))}
Дељење
Нека су задати комплексни бројеви
{\displaystyle z_{1}=r_{1}(cos\varphi _{1}+isin\varphi _{1})} i {\displaystyle z_{2}=r_{2}(cos\varphi _{2}+isin\varphi _{2})}
{\displaystyle {\frac {z_{1}}{z_{2}}}={\frac {r_{1}(cos\varphi _{1}+isin\varphi _{1})}{r_{2}(cos\varphi _{2}+isin\varphi _{2})}}={\frac {r_{1}(cos\varphi _{1}+isin\varphi _{1})}{r_{2}(cos\varphi _{2}+isin\varphi _{2})}}*{\frac {(cos\varphi _{2}-isin\varphi _{2})}{(cos\varphi _{2}-isin\varphi _{2})}}}
{\displaystyle {\frac {r_{1}}{r_{2}}}*{\frac {cos\varphi _{1}cos\varphi _{2}-icos\varphi _{1}sin\varphi _{2}+icos\varphi _{2}sin\varphi _{1}-i^{2}sin\varphi _{1}sin\varphi _{2}}{cos^{2}\varphi _{2}+sin^{2}\varphi _{2}}}}
{\displaystyle {\frac {r_{1}}{r_{2}}}(cos(\varphi _{1}-\varphi _{2})+isin(\varphi _{1}-\varphi _{2}))={\frac {r_{1}}{r_{2}}}(cis(\varphi _{1}-\varphi _{2})}

### Де Моаврова формула
Нека је
{\displaystyle z=r(cos\theta +isin\theta )=r\ cis\theta } тригонометријски облик комплексног броја. Тада је
{\displaystyle z^{2}=z*z}
{\displaystyle z^{2}=r\ cis\theta *r\ cis\theta =r^{2}\ cis(\theta +\theta )=r^{2}\ cis2\theta }
{\displaystyle z^{3}=r^{2}\ cis2\theta *r\ cis\theta =r^{3}\ cis(2\theta +\theta )=r^{3}\ cis3\theta }
{\displaystyle z^{4}=r^{3}\ cis3\theta *r\ cis\theta =r^{4}\ cis(3\theta +\theta )=r^{4}\ cis4\theta }
На овај начин добијамо општи облик Де Моаврове теореме који има важну улогу у електротехници
{\displaystyle (\cos \phi +i\sin \phi )^{n}=\cos n\phi +i\sin n\phi \,}

## Поларни облик

### Апсолутна вредност и аргумент
Један алтернативни начин дефинисања тачке P у комплексној равни, осим коришћења x- и y- координата, је употреба растојања тачака од O, тачке чије су координате (0, 0) (координатни почетак), заједно са углом између позитивне реалне осе и линијског сегмента OP у смеру наупрот кретања казаљки на сату. Ова идеја производи поларни облик комплексних бројева.
Апсолутна вредност (или модуо или магнитуда) комплексног броја z = x + yi је
{\displaystyle \textstyle r=|z|={\sqrt {x^{2}+y^{2}}}.\,}
Ако је z реални број (нпр., y = 0), онда је r = | x |. Генерално, по Питагориној теореми, r је растојање од тачке P која представља комплексни број z до координатног почетка. Квадрат апсолутне вредности је
{\displaystyle \textstyle |z|^{2}=z{\bar {z}}=x^{2}+y^{2}.\,}
где је {\displaystyle {\bar {z}}} комплексно конјуговани број од {\displaystyle z}.
Аргумент z (који се у многим применама назива „фазом“) је угао полупречника OP са позитивном реалном осом, и пише се као {\displaystyle \arg(z)}. Као и код модула, аргумент се може одредити из правоугаоног облика {\displaystyle x+yi}:
{\displaystyle \varphi =\arg(z)={\begin{cases}\arctan({\frac {y}{x}})&{\mbox{if }}x>0\\\arctan({\frac {y}{x}})+\pi &{\mbox{if }}x<0{\mbox{ and }}y\geq 0\\\arctan({\frac {y}{x}})-\pi &{\mbox{if }}x<0{\mbox{ and }}y<0\\{\frac {\pi }{2}}&{\mbox{if }}x=0{\mbox{ and }}y>0\\-{\frac {\pi }{2}}&{\mbox{if }}x=0{\mbox{ and }}y<0\\{\mbox{indeterminate }}&{\mbox{if }}x=0{\mbox{ and }}y=0.\end{cases}}}
Нормално, као што је дато горе, главна вредност се разматра на интервалу (−π,π]. Вредности у опсегу [0,2π) се добијају додавањем 2π ако је вредност негативна. Вредност φ се изражава у радијанима угла. Она може да буде повећана за целобројни умножак од 2π и да се још увек односи на исти угао. Стога се arg функција понекад сматра мултивредносном. Поларни угао комплексног броја 0 је неодређен, мада се арбитрарни избор угла 0 често прави.
Вредност φ је једнака резултату atan2:
{\displaystyle \varphi ={\mbox{atan2}}\left(\operatorname {Im} (z),\operatorname {Re} (z)\right).}
Заједно, r и φ дају један додатни начин приказивања комплексних бројева, поларни облик, пошто комбинација модула и аргумента у потпуности специфицирају позицију тачке у равни. Оригиналне правоугаоне координате се могу извести из поларних применом формула званих тригонометријска форма
{\displaystyle z=r(\cos \varphi +i\sin \varphi ).\,}
Користећи Ојлерову формулу ово се може записати као
{\displaystyle z=re^{i\varphi }.\,}
Користећи  функцију, тај израз се понекад скраћује на
{\displaystyle z=r\operatorname {cis} \varphi .\,}
У угаоној нотацији, који асе често користи у електроници за приказивање вектора са амплитудом r и фазом φ, то се може записати као
{\displaystyle z=r\angle \varphi .\,}

### Множење и дељење у поларном облику
Формуле за множење, дељење и степеновање су једноставније у поларном облику него кореспондирајуће формуле у Картезијанским координатама. За два дата комплексна броја z1 = r1(cos φ1 + i sin φ1) и z2 = r2(cos φ2 + i sin φ2), због добро познатих тригонометријских релација
{\displaystyle \cos(a)\cos(b)-\sin(a)\sin(b)=\cos(a+b)}
{\displaystyle \cos(a)\sin(b)+\sin(a)\cos(b)=\sin(a+b)}
се може извести
{\displaystyle z_{1}z_{2}=r_{1}r_{2}(\cos(\varphi _{1}+\varphi _{2})+i\sin(\varphi _{1}+\varphi _{2})).\,}
Другим речима, апсолутне вредности се множе а аргументи се додају чиме се добија поларни облик производа. На пример, множење са i је истоветно са заокретом за четвртину круга у смеру супротном кретању казаљки на сату, чиме се производи i2 = −1. Слика на десној страни илуструје множење
{\displaystyle (2+i)(3+i)=5+5i.\,}
Пошто су реални и имагинарни део броја 5 + 5i једнаки, аргумент тог броја је 45 степени, или π/4 (у радијанима). С друге стране, то је исто тако сума углова у координатном почетку црвеног и плавог троугла, који су arctan(1/3) и arctan(1/2). Стога формула
{\displaystyle {\frac {\pi }{4}}=\arctan {\frac {1}{2}}+\arctan {\frac {1}{3}}}
важи. Пошто се arctan функција може веома ефикасно апроксимирати, формуле попут ове —познате као формуле сличне Машиновим — се користе за апроксимације високе прецизности вредности π.
Слично томе, дељење је дато изразима
{\displaystyle {\frac {z_{1}}{z_{2}}}={\frac {r_{1}}{r_{2}}}\left(\cos(\varphi _{1}-\varphi _{2})+i\sin(\varphi _{1}-\varphi _{2})\right).}

## Матрични облик
{\displaystyle (a+ib):={\begin{bmatrix}a&-b\\b&a\end{bmatrix}}}
У матричном облику сабирање, одузимање и множење радимо тако што сабирамо, одузимамо и множимо одговарајуће матрице које представљају комплексан број.
Реципрочну вредност у овом запису рачунамо тражењем инверзне матрице. Дељење дефинишемо као множење реципрочном вредношћу.